# École nationale supérieure d'informatique pour l'industrie et l'entreprise
École nationale supérieure d'informatique pour l'industrie et l'entreprise är en fransk Grande École som utexaminerar dataingenjör i norra Frankrike (Évry, Strasbourg), och som är medlem av Université Paris-Saclay (associerad medlem).